# M1 15
Vagn M1 15 är Göteborgs äldsta bevarade elektriska spårvagn, tillverkad 1902 av Asea. Vagnen är en av Göteborgs första elektriska spårvagnar och har idag samma utseende som den hade mellan 1902 och 1906.
Vagnen har öppna plattformar och är invändigt försedd med taklampor, gardiner, samt långbänkar på sidorna.

## Historia
Inför elektrifieringen av Göteborgs spårvagnsnät beställde Göteborgs spårvägar AB 46 elektriska spårvagnar av Asea.
Mellan 1912 och 1916 byggdes samtliga M1:or om till typ M4, med inbyggda plattformar. Vagn 15 byggdes om 1914 och gick som en M4 fram till 15 februari 1921, då den istället började användas som släpvagn. Den byggdes dock inte om, utan rullade med nedfälld strömavtagare och frikopplad motor.
Inför Göteborgs spårvägars 50-årsjubileum 1929 beslutades att vagnen skulle bevaras som museivagn och dessutom återställas till sitt ursprungliga utseende. 17 september samma år var detta färdigt och vagn M1 15 visades upp med Göteborgs enda bevarade hästspårvagn på släp. 
Under många år var vagnen sedan placerad i Saltholmens vagnhall, men vid spårvägens 100-årsjubileum visades den upp igen. På senare år har Spårvägssällskapet Ringlinien rustat upp vagnen och den förvaras numera i Gårdahallen. På somrarna kör Ringlinien M1 15 i trafik på Lisebergslinjen och på abonnemang.